# Daniele Gaither
Daniele Gaither (Saint Paul, 6 de setembro de 1970 (54 anos) é uma atriz americana mais conhecida por ter feito parte do elenco do MADtv.

## Biografia
Amplamente reconhecida pelo seu trabalho na série de comédia de esboços MADtv MADtv (1995), vencedora de um Emmy, Daniele cresceu a fazer teatro em Minneapolis. Ganhou o seu cartão SAG ao filmar um anúncio no Paisley Park. Anos mais tarde, seria chamada ao palco para dançar com Prince durante duas tournées de concertos, completando o círculo da ligação a Minneapolis. Enquanto estudava na Northwestern University, conseguiu um lugar no The Mee-Ow Show, o principal grupo de comédia de esboços e improvisação do campus. Mudou-se para Los Angeles, onde estudou no Howard Fine Studios e no EDGE Performing Arts Center. Ela passou a estrelar três papéis regulares em séries de televisão - dois em horário nobre - enquanto era membro da Groundlings Sunday Company e da Groundlings Main Company. Continuou a sua carreira como ator de personagens com um papel recorrente como Super Presidente Kickbutt no vencedor do Kids' Choice Award "The Thundermans "Os Thundermans (2013) no Nickelodeon, fazendo aparições memoráveis como convidado em programas como "Key & Peele" Key and Peele (2012) e "2 Broke Girl$." 2 Miúdas nas Lonas (2011) Daniele entrou no mundo da animação cantando uma faixa e dando voz a personagens em "BoJack Horseman," BoJack Horseman (2014) "American Dad" American Dad (2005) e "Mike Tyson Mysteries." Mike Tyson Mysteries (2014) Ativa na cena de pequenos teatros e cabarés em Los Angeles, actuou no Hollywood Fringe Festival e no Cavern Club Celebrity Theater. Como improvisadora no elenco da peça The Black Version Show, (apresentado na edição de 2013 da Hot List da Rolling Stone), actuou em Los Angeles, São Francisco, Portland, Toronto e no Kennedy Center em Washington, DC.